# گورستان ویرانی
گورستان ویرانی؛ نام گورستانی تاریخی مربوط به صدر اسلام تا دورهٔ صفوی است و در شهرستان بینالود، جنوب روستای ویرانی واقع شده و این اثر در تاریخ ۲۰ شهریور ۱۳۸۵ با شمارهٔ ثبت ۱۶۰۴۵ به‌عنوان یکی از آثار ملی ایران به ثبت رسیده‌است.